# Trichodiadema burgeri
Trichodiadema burgeri är en isörtsväxtart som beskrevs av L. Bol. Trichodiadema burgeri ingår i släktet Trichodiadema och familjen isörtsväxter. Inga underarter finns listade i Catalogue of Life.